# Abația Juvigny
Abația benedictină Juvigny, astăzi dispărută, se situa într-o buclă a râului La Loison, la marginile pădurii  Woëvre, la granițele Sfântului Imperiu Roman de Națiune Germană și ale Regatului Franței, între orașele Montmédy, Stenay și Damvillers, pe teritoriul actualei comune Juvigny-sur-Loison.

## Istorie
Potrivit tradiției, abația de călugărițe a fost fondată în 874 de către regina Richilde, a doua soție a lui Carol Pleșuvul (nepotul lui Carol cel Mare) și de către Carol Pleșuvul. În abație, la 6 iunie al acelui an, au fost depuse moaștele Sfintei Scolastica, sora Sfântului Benedict de Nursia. Însă aceste moaște au fost uitate și „redescoperite”, prin revelație divină stareței abației abia pe la sfârșitul scolului al XI-lea.
...
Vândută ca bun național în timpul Revoluției Franceze, abația a fost distrusă la începutul secolului al XIX-lea.

## Vestigii
Din această frumoasă abație de călugărițe, în prezent nu mai subzistă decât câteva vestigii: spitalul (1629), care adăpostea și o farmacie, marea casă a prepoziților, casa capelanilor (1634), fabrica de bere, grajdul de vaci, moara (cu nișele care odinioară conțineau statui ale Fecioarei cu Pruncul, Sf. Benedict și Sf. Scolastica), cât și mai multe puțuri și pivnițe, și, intact, în întregime, pe o lungime de vreo treizeci de metri, zidul de incintă crenelat, înalt de 6 metri, care delimita întreaga mănăstire.

## Lista starețelor
Patruzeci de starețe, cel puțin, ar fi condus, de-a lungul secolelor, destinele călugărițelor de la Juvigny-les-Dames: o tradiție a mănăstirii pretindea că prima stareță ar fi fost însăși regina Richilde... sau Bertrande venită de la mănăstirea Sainte-Aure din Paris. Nu se cunosc numele starețelor din primele două secole după fondarea abației. Totuși Walburge sau Galburge (1086-1106) este primul nume menționat în acte, cu certitudine.
1. Walburge (Galburge) (1086–1106)
2. Hadwide I (1124–1139)
3. Judith (1150)
4. Gerberge (1174)
5. Ide de Chiny (1187)
6. Hadwide II de Chiny (1206)
7. Marguerite I d’Apremont (1259–1271)
8. Ide des Wales (1279–1286)
9. Agnès de Montquintin (1299–1327)
10. Helwide sau Hadwide de Prény (1342–1347)
11. Marguerite II de Bazeilles (1350–1370)
12. Égidia sau Gillette de Chappes (1390–1396)
13. Jeanne I de Pins (1396)
14. Jeanne II de Nanteuil (1398)
15. Gillette II de Chappes sau Chappy (1402)
16. Marguerite III de Laval (1406–1430)
17. Hawis de Sampigny (1446–1447)
18. Marie de Ville (1482)
19. Catherine I d’Espinal (1491–1495)
20. Alix de Dommartin (1505–1520)
21. Renée de Blandin sau Blandry (1520)
22. Anne d’Apremont (1522–1531)
În ruinele mănăstirii, doar o parte din dala funerară a acestei starețe a fost descoperită: această piatră tombală spartă reprezenta o stareță cu diverse steme și purta acest rest de inscripție în minuscule gotice:
«dame Anne [ab]besse. mil D XXXll», în traducere: „doamna Anne [st]areță. o mie D XXXll”.
În biserica Saint Maur din Verdun se putea citi:
«În acest loc se odihnește inima Reverendei Doamna Anne d’Aspremont altădată stareță la Juvigny, al cărei corp se odihnește în biserica numitului loc, și decedată la 18 iulie 1532. Rugați-vă la Dumnezeu pentru ea.»
23.  Catherine II de Failly (1531–1567)
24. Françoise de Failly (1567)
25. Anne de Failly (1588)
26. Nicole de Lenoncourt (1588–1594)
27. Catherine III de Lenoncourt (1594–1608)
28. Scholastique-Gabrielle de Livron-Bourbonne (1608–1662)
„Corpul său a fost așezat într-un cavou sub altarul stranei”. Epitaful său, gravat pe mormânt, dală de marmură neagră  și litere de aur:
«Aici odihnește Doamna Scholastique Gabrielle de Livron, Stareță, Reparatoare & Reformatoare a acestei Abații. A fost ilustră prin naștere, admirabilă prin măreția inimii sale, incomparabilă prin forța sa spirituală: strălucitoare prin virtuți: Ea a construit această casă, a reformat-o, a așezat-o în fericita stare în care se află. A fost șaizeci și doi de ani Călugăriță, cincizeci și patru de ani Stareță, șaptezeci și șapte de ani în viață, pe care a părăsit-o în a noua zi a lui iunie 1662. Va trăi etern în gloria lucrărilor sale, memoria sfințeniei sale, recunoștința fetelor sale, posesia Gloriei.
În anul 1670 Doamna Gabrielle Marie de Livron Bourbonne, Damă & Stareță a acestui loc, nepoată & succesoare a acestei remarcabile defuncte, pentru a marca pentru veșnicie ceea ce i se datorează memoriei sale, a pus să se facă acest mormânt.»
29. Catherine-Gabrielle-Marie de Livron (1662–1705)
30. Louise-Gabrielle de Livron (1705–1711)
31. Alexis-Madeleine de Vassinhac-Imécourt (1711–1777)
32. Marie-Louise-Victoire de Vassinhac-Imécourt (1777–1793), decedată la 19 august 1807, la castelul Imécourt, în vârstă de 86 de ani

## Biserica abațială
- Aspectul exterior

Oricare ar fi drumurile care conduc la Juvigny, se remarcă de foarte departe abațiala, impozanta biserică situată în centrul abației, chiar alături de locuința stareței, pe locul cel mai înalt al mănăstirii. Este un edificiu vast, destul de înalt, din piatră aurie locală, cu trei nave și două clopotnițe, fără să se socotească ornamentele piramidale, și cu acoperiș cu ardezie și mărginit de garguie. Întreaga construcție este iluminată prin 18 goluri mari, cu vitralii și bare de plumb, care inundă traveele cu lumină. Acest edificiu, de 38 de metri lungime și de 15 metri lățime, în stil Renaștere, construit în secolele al XV-lea-al XVI-lea, trebuie să fi înlocuit o veche biserică romanică, fără îndoială mai mică, și trebuie să fi rivalizat cu cele mai prestigioase biserici din regiune: Notre-Dame de Mont, Notre-Dame d’Avioth, Saint-Nicolas de Marville, Sainte-Agathe de Longuyon, abațiala de la Mouzon sau abațiala de la Orval. Ca și cea mai mare parte din vechile biserici, abațiala este orientată cu partea exterioară a absidei spre Soare Răsare, în timp ce pridvorul principal, între cele două turnuri pătrate, privește spre Apus.
- Retârnosirea & Restabilirea serviciilor divine

La sosirea tinerei Gabrielle de Livron, în 1601, în această abație fără împrejmuire, deschisă oricui, biserica era fără îndoială într-o stare destul de jalnică și nu mai răsunau câtuși de puțin cântece, psalmodiate de călugărițe care uitau uneori să fie sârguincioase la slujbele religioase! Astfel, prima grijă a noii starețe, începând din 1609, a fost să retârnosească locurile sfinte și altarele și «să-și împodobească cu somptuozitate mănăstirea... pe care a mobilat-o cu toate acele prețioase ornamente care o fac atât de fatuoasă.» Scholastique-Gabrielle de Livron-Bourbonne avea o devoțiune deosebit de mare pentru «Maica Domnului și față de Fiul său Divin,» cât și pentru Sfântul Iosif. Se ruga și la Sfântul Arhanghel Mihail, la Sfânta Barbara (invocată contra «morții neașteptate și contra incendiilor», atribuindu-i mai multe miracole sfintei sale protecții) și la Sfântul François-Xavier. Avea un cult deoasebit pentru Sfântul Benedict, fondatorul Ordinului, și pentru Sfânta Scolastica, patroana sa, pe care o venera într-un mod deosebit.
- Altarul principal

În cor, lambrisat cu lemn, la 9 picioare înălțime [circa 3 metri] și vopsit în culoarea jderului, împodobită cu tablouri, cu câteva poleiri cu aur și închis cu o balustradă de fier, se află altarul principal, o masă în formă de scrin. Se află acolo, alături, două mici scaune de rugăciune, 6 bănci, două banchete, două scaune ornate, o catedră portativă pentru predică, cu o scăriță pentru urcat, două confesionale. Erau și un Crist mare, deasupra intrării corului, și o lampă de aramă, care atârna. Atât cât a existat abațiala, acolo se celebrau, în fiecare an, câte o slujbă în memoria Doamnei de Livron și o alta în amintirea celor 12 călugărițe care, cu ea, restabiliseră reforma în mănăstirea de la Juvigny.
- Capela Fecioarei Maria

În capela Fecioarei Maria, inventarul din 1790 enumeră, între altele, 7 tablouri fără rame, 5 cu rame aurite, o cunună de spice, 30 de buchete de flori, o lampă și un sfeșnic din aramă, 4 sfeșnice de lemn aurit și 6 de faianță, două crucifixe de lemn, dintre care unul aurit, 4 racle mici de carton acoperite cu stofă, 4 fețe de altar cu dantele și 8 fețe de masă aproape uzate, câteva funde și alte obiecte fără valoare.
- Capela Sfântului Iosif

Capela Sfântului Iosif, în 1790, avea 10 buchete de flori artificiale, 9 tablouri foarte vechi, două mici rame aurii, 20 de recipiente de sticlă și de faianță pentru flori, 6 sfeșnice din lemn auriu, alte 6 din cristal și  4 mici din aramă, o statuie de piatră a Fecioarei, un Crist aurit, un covor mare de indian și unul mic, 10 rame mici acoperite cu hârtie aurie, o cunună mică de spice, 4 fețe de masă și 4 fețe de altar, 2 haine albe episcopale cu mâneci strâmte, mai multe funde și alte mărunțișuri. Această capelă părea o anexă a sacristiei.
- Capela Sfântului Sacrament

„Ea a cerut în mod special o capelă pentru expunerea Sfintei Euharistii, în care a așezat mai multe tablouri care reprezentau Patimirile Domnului Nostru Isus Cristos. În mijlocul altarului este o fereastră, cu zăbrele aurite, în care se face expunerea Soarelui în fața călugărițelor. În fiecare an, în Joia Mare, se face acolo un altar al Sfântului Sacrament… până în Vinerea Mare. De asemenea, în calamitățile publice se expune Sfântul Sacrament în această capelă și se face rugăciune de 40 de ore. Tot cucernica noastră stareță a instituit expunerea [Sfântului Sacrament] în ziua de reînnoire a voturilor, care se face la Juvigny în a opta zi a lui iunie, pentru că este sărbătoarea Strămutării fericitei nostre maici Sfânta Scolastica.”
- Capela Sfântului Benedict

Alături de cor, această capelă era închisă printr-o balustradă din lemn la înălțimea de sprijin și acoperită cu lemn, ca și acesta, cu lambriuri identice. Cuprindea un altar, o masă în formă de scrin cu marmură, un confesional și un pupitru transportabile.
- Cultul și Pelerinajul Sfintei Scolastica

Ocaziile de sărbătorire a „marii sfinte Scolastica patroană și tutelară a abației” fuseseră multiplicate de către cea „care a luat numele de Scolastica când și-a depus votul de viață de mănăstire”…  La îndemnul său, călugărițele se rugau în fața raclei care conținea osemintele acesteia, și,  în momentele de „primejdie, ea expunea brațul victorios al acestei mari sfinte pe altarul corului călugărițelor… Ea a pus să se compună o liturghie specială pentru ziua sărbătorii [sfintei Scolastica] și o alta pentru ziua Strămutării sale… Ea a obținut un ordin de suspendare a lucrului în ziua sărbătorii acestei mari sfinte în burgul Juvigny și în toate satele  care aparțin abației. A pus să se compună și să se tipărească litaniile sfintei sale patroane și a obținut permisiunea de a fi cântate în public, și pentru că pelerinajul acestei sfinte  este foarte faimos, în afară de cartea pe care a întocmit-o… pentru a servi cucerniciei pelerinilor, ea a pus să se graveze și două scânduri [matrițe] pentru tipărirea  imaginilor sale și  pentru a fi onorată de toți.”
- Strana călugărițelor

Situată între gratiile cele mari care separă nava de strana călugărițelor și balustrada de fier care închide altarul principal, strana călugărițelor, în care călugărițele își fac slujba, ocupă partea centrală a abațialei. Acolo, în 1790, se aflau o mică orgă cu dependințele sale plasată pe o galerie mare, o lustră de cristal, 9 tablouri foarte vechi, de diferite mărimi, un altar cu grilaj și 4 cărți de rugăciuni. Jilțul abațial cu [baldachin ?] și alte scaune formau un ansamblu de lemn, foarte vechi și fără culoare [definită], cu înălțimea de vreo 9 picioare (cam 3 metri), de jur împrejur: acolo se instalau călugărițele din cor, surorile din gospodăria abației și domnișoarele de la pension, care se recunoșteau ușor prin micul lor acoperământ alb de cap. În mijloc, se aflau un pupitru, tot din lemn nevopsit, iar la intrare, un agheasmatar din marmură roz cu vinișoare [care, fiind cumpărat în timpul Revoluției, se află în prezent la biserica parohială].
- Nava

Între tinda de Vest și grilajul corului călugărițelor, spațiul, pavat cu marmură, era rezervat publicului care venea să asiste la slujbe sau să venereze moaștele, în timpul pelerinajelor.  Acolo se aduna „toată lumea” sau luau loc „toate persoanele de (bună) condiție” în timpul ceremoniilor excepționale care marcau istoria abației. Tot acolo erau înhumați capelanii sau persoanele de vază. Starețele erau înmormântate în cor (acoperite cu var, în sarcofage de piatră, sub o dală de marmură neagră), călugărițele în mănăstire, sub fațada de Sud a bisericii, domnișoarele de la pension și călugărițele portărese în cimitirul interior, la căpătâiul abațialei.
- Piața din fața bisericii, tinda, clopotnițe

„În piața din fața abațialei intrând în numita biserică, menționează inventarul, se află o cușcă de lemn cu frânghii pentru a ridica, la geamurile și la boltele bisericii, muncitorii care sunt obligați să lucreze acolo.” Un borderou menționează 8 clopote cântărind 2.610 de livre, transportate la Metz, la 11 august 1792. Era și un orologiu, care a fost achiziționat de comună și montat în clopotnița bisericii parohiale, unde a funcționat până în 1866. Un alt clopot de 150 de livre se afla în corul călugărițelor. Aceasta este clopotul pe care tânăra novice de 16 ani, Domnișoara Gabrielle Livron, l-a aruncat la întâmplare, după cum îi impunea, între „o sută de alte mortificări”, stareța sa, Madame de Lenocourt, care avea obișnuința „să o trimită singură noaptea să sune utrenia, pentru a învinge teama care era slăbiciunea ei.”
- Sacristiile și Tezaurul

Două odăi contigue formau sacristia. Într-una (care făcea oficiul de rezervă), un cufăr mare și două dulapuri mari conțineau toată rufăria de altar, veșmintele sacerdotale și obiectele de cult (mantii albe tivite cu purpură, mantii lungi de ceremonii, fără mâneci, încheiate în față, …, stole, …, …, albe, stihare albe, cu sau fără dantele, potire, veșmintele copiilor din cor, fețe de masă și ornamente de altar, sfeșnice din cositor, din aramă, din fier moale). „Tezaurul” (care conținea obiecte de argint, din alpaca, din aramă poleită, aramă argintată, sau din argint pe miez de lemn) era închis într-un dulap cu 4 uși. Era o întregă colecție: 9 racle și 12 cutii (cele mai multe din lemn) cu moaște, 6 potire și patenele lor, 2 ciborii, 2 …, 2 perechi de biurete cu tăvile lor, 1 ibric, 6 sfeșnice din argint, 5 din alpaca și 32 din aramă argintată, 2 lămpi, 2 cădelnițe, 2 agheasmatare portabile, 4 cruci și o cruce de procesiune. Piesa cea mai uimitoare de aici era „cornul lui Carol cel Mare, care era făcut doar dintr-un singur dinte al unui elefant”. Aceasta a fost prima sacristie pe care o vizitaseră, mai întâi, ofițerii municipali însărcinați cu întocmirea inventarului în 1790. Era iluminată de o lustră de cristal… În altă odaie, în care capelanii, copiii din cor și paracliserul stăteau în mod obișnuit, un întreg perete era ocupat de un dulap, cu mai multe uși, servind de lambriuri. Era acolo un fel de bufet care servea drept masă, unde se puneau ornatele cu care se îmbrăcau preoții pentru sfintele slujbe. Era acolo și un mic urcior de cositor pentru spălatul pe mâini, un suport de prosop din lemn, 2 scaune tapițate foarte vechi, două reșouri de fier portabile, 7 tablouri vechi, două stingătoare de lumânări, 2 cărți de rugăciuni.
- Slujbe și rugăciuni

Foarte devreme, Doamna de Livron restabilise timpul de rugăciune care trebuia să ritmeze viața monahiilor, și, încă înainte de 1616, ea interzisese vizitele: „intrarea în mănăstire nu era permisă nici măcar femeilor decât atunci când aveau ru[be]denii apropiate în Comunitate,” și cu condiția „de a fi exceptate orele slujbelor care se făceau la ore precise.” Cele 12 ore din zi sau cele 12 ore din noapte se întindeau și se dilatau sau se retractau și se scurtau după anotimpuri, vara și iarna. Dar orologiile în curând vor codifica mai strict orarele. Începând de la 3 noaptea, la deșteptare, suna utrenia, apoi, la 6, laudele, terța la 9, sexta la amiază, nona la 15, vecernia la 17 și pavecernița (dupăcinarul), seara, înainte de culcare. La acestea se adăuga celebrarea liturghiei, dimineața. Cum noua stareță interzisese orice instrument muzical pentru a da strălucure sau relief ceremoniilor, orgile trebuiau să rămână mute și călugărițele psalmodiau de acum înainte singure, de 7 sau 8 ori pe zi, iar rugăciunile răsunau sub bolte și făceau să cânte abațiala.

## Mănăstirea
- Casă, Zidar & Meșter-zidar

În cei 30 de ani de liniștede la începutul secolului al XVII-lea, întreaga regiune a profitat de răgazul războaielor pentru a repara, a întări și a construi : Montmédy, Marville și Saint-Jean, Jametz, Louppy și Hugnes, Juvigny și Stenayerau pline de șantiere. Este probabil că stareța  a ales meșterul-zidar, Guyot Roussel,  pentru realizarea lucrărilor care trebuiau să renoveze în totalitate vechea mănăstire de la Juvigny. Acest antreprenor lucra atunci la construcția bisericii din Jametz, în 1608 ; el fortifica orașul Stenay, îi construia citadela, între 1600 și 1635, construia mănăstirea minimilor, din 1617 până în 1619 ; în plus, la cerearea lui Simon de Pouilly, zidarii săi ridicau, în aceeași perioadă, castelul atât de remarcabil de la Louppy, în timp ce casa întărită de la Hugnes se moderniza și ea.
- Portalul de la intrare

Accesul îm mănăstire se făcea printr-o poartă fortificată enormă (în care se deschidea o poartă mare cu două canaturi, pentru vehicule, alături de o portiță pentru pietoni) trecând pe sub bolta unei intrări păzite de un portar-sacristier, găzduit aici, într-unul din cele 2 turnuri enorme gemene, care formau arcada dintre ele, și care păreau clădite acolo dintotdeauna. Și se ieșea într-o primă curte, împodobită în centru cu o fântână cu bazin rotund și jet de apă. De o parte și de alta, clădirile de serviciu se aliniau spre portalul de intrare ajungând până acolo. Și, chiar în față, se înălța fațada de Nord a impozantei biserici abațiale.
- Locuința abațială

Construită pe locul cel mai înalt, locuința abațială era clădirea cea mai remarcabilă a mănăstirii: parterul nu era decât o galerie cu arcade, care oferea o trecere deschisă și acoperită între biserică și clădirea oaspeților… și care sta aplecată peste un unic etaj unde se alinia o serie de ferestre cu cercevele și vitralii, sprijinându-se pe un bandou mulurat din abundență care traversa întreaga clădire, sfărâmându-i austeritatea, animând-o cu umbră și subliniind frumoasa geometrie a ansamblului… Acoperișul de ardezie se împodobea cu un turnuleț central, care nu mai era decât o îndepărtată amintire a turnului sau a donjonului senioral, dar care reamintea totuși că stareța era stăpâna locurilor și Doamna de Juvigny. O serie de lucarne, pe axa arcadelor și a ferestrelor, restituia un pic mai multă verticalitate și elan acestei case agreabile și drăguțe, mult mai lungă decât înaltă și semeață.
- Claustrele

Clădirile formau diferite „cartiere”: astfel „bolnavele au capela, camerele, galeriile lor”, ca și pensionarele (domnișoarele de la pension), ca și surorile folosite în treburile gospodărești, novicele și călugărițele din cor, care trăiau, toate, în „locurile  în care își aveau activitățile,” cu curți și claustre. La nivelul inferior al abațialei, expus la soarele amiezii, în jurul unei grădini cu latura de 20 de metri, împărțite în alte 4 grădini pătrate, marele claustru cu arcade, acolo unde se sprijinea de biserică, era pardosit cu un rând de morminte. În acest loc, dedicat stării de liniște și propice meditației, cărți de pietate erau așezate într-un mic dulap mănăstiresc, prețios și rar. Cele două uși pictate ale acestui mic dulap de perete (sau armarium) se ilustrau prin variații asupra temei hranei spirituale, cu scene cu Sfânta Ana învățând-o pe Fecioara Maria și celebrul tablou al lui Murillo « Miracol al Alăptării », Fecioara, mamă mistică, alăptându-l cu un jet de lapte, care îl împroșca pe un sfânt Bernard de Clairvaux, aflat în extaz.
- Consiliul

În aripa de Vest, care ocupa întregul parter, se afla sala capitulară, o sală imensă în care se reunea întreaga comunitate, pavată cu piatră galbenă de Verdun, cu structură foarte fină, strălucitoare și bine ceruită, cu plafon frumos cu bârne groase, grinzi și casete, îmbinate în maniera franceză, iar, la cele două capete ale încăperii, față în față, prevăzute atunci cu tablouri, erau două șemineuri monumentale pentru încălzirea încăperii cu pereții acoperiți cu lambriuri simple de culoare gri și care apărau de frig. În afară de două scrinuri, un dulap din lemn de stejar și o mică pendulă cu cutie, se aflau un fotoliu și 50 de mici taburete de lemn pentru călugărițe. Un Crist și un tablou completau decorul. Acolo se dezbăteau problemele care priveau casa și despre care stareța își consulta călugărițele. Călugărițele vocale (care și-au depus jurământul, din strană, și maicile) își exprimau votul, punând într-o cutie un bob de bob pentru consimțământ sau un bob de mazăre pentru un refuz.
- Refectoriul

Expus spre Sud, alături de sala consiliului și  lângă bucătării, cu pardoseala din teracotă, se afla refectoriul, vast, cu un Crist și o mică statuie la capătul meselor călugărițelor, care au un tacâm și o ceașcă de faianță, cu clondir și farfurie de cositor.  Din vesela folosită de călugărițe în secolul al XVIII-lea, subzistă încă un foarte drăguț ceainic, ornat cu ghirlande de flori, din faianță din  Islettes, compus dintr-o strachină cu capac și  farfurioara sa, care dovedește gustul Damelor pentru serviciul lor de masă. Erau și lambriuri vopsite în gri care izolau pereții reci și câteva tablouri. O catedră din lemn, de aceeași culoare, unde se făcea lectura  în timpul meselor.  În anotimpul rece, pentru încălzirea încăperii, funcționa o mașină de gătit cu tuburile ei de aeraj, potrivit inventarului. Peste tot plafonul era în manieră franceză. Acolo nu era rar ca Doamna de Livron să fie văzută, în semn de penitență, „să-și ia masa pe jos”. În acea epocă acest gen de mortificare și-l impuneau călugărițele care doreau să se umilească.
- Chiliile

Scări de piatră duceau la etaj unde se aflau cele 59 de chilii ale dormitorului, cu planșeu de stejar și plafon în maniera franceză, mobilate sobru cu un pat, o masă cu un covor, un dulap și un scaun de rugăciune cu crucifix și agheazmatar, două taburete și un scaun de răchită. Doamna de Livron „dorea mult ca fetele să adopte același spirit și ca niciuna dintre ele să nu pară deosebită în orice ar fi. Ea a reglementat ceea ce trebuiau să aibă în chiliile lor, vrând ca acestea să fie prevăzute cu aceleași obiecte, până la a le da fiecăreia câte un tablou asemănător, anume Isus, Maria & Iosif, cu câteva imagini de hârtie. În alte părți se lasă libertatea de alegere a obiectelor de pietate; la Juvigny totul este asemănător.” Garderoba călugărițelor se compunea dintr-o tunică, o rochie, o centură, un scapular mic, un mantou, un văl alb, o pânză albă care acoperă capul și gâtul, o bandă de încins fruntea, o bonetă… și un de nedespărțit rozariu. Se adăugau veșmintele de strană: un văl negru, un scapular mare și o haină cu glugă și mâneci largi.
- Pavilionul de Oaspeți

Situat în „Cartierul” Străinilor, Pavilionul de Oaspeți cuprindea un parloar / vorbitor mare, exterior, apartamentele de primire și camerele, în număr de 15, destinate vizitatorilor, confesorilor și capelanilor, cât și magistratului din Bezonvaux când acesta se deplasa la abație. Această clădire se afla în fața tindei și turnurilor bisericii la care se ajungea prin galeria situată de-a lungul locuinței abațiale.
Camera Monseniorului era cea mai luxoasă (acolo sta Monseniorul de Hontheim când rămânea la abație; secretarul său locuia alături de el). Încăperea, cu plafon în stil francez, planșeu de stejar, era mobilat cu un pat (de ducesă ?) cu perdele verzi, străjac, pat de pene, 2 saltele, cu sul de căpătâi și cuvertură de lână; scrin cu marmură cu o oglindă mijlocie deasupra; masă prevăzută cu un covor de indian; trei fotolii mari și 7 mici cu tapițerie; o veche tapiserie de lână lucrată manual; două mici tablouri cu rame aurii, două perechi de perdele de muselină pentru ferestre; urcior, lighean și oală de noapte de faianță; două suporturi din fier forjat, împodobite cu aramă, pentru lemne, un făraș, un clește, niște foale mici se aflau lângă un șemineu mare de piatră, care încălzea și ilumina încăperea.
Marele parloar / vorbitor servea de sufragerie: era o încăpere vastă cu lambriuri și vopsită cu un pic de gri cu dulap în perete cu două uși; masă de marmură cu picior de lemn; o duzină de scaune de răchită acoperite și alte două scaune vechi împodobite cu piele; plafonul în maniera franceză și planșeul de stejar, ca peste tot.
- Clădirea școlărițelor de la Pension

Doamna de Livron lua în pensionul din abația sa 20 până la 25 de fete din nobilime pentru a le educa. Ele se aflau sub supravegherea unei învățătoare și a unei ajutoare a acesteia. Camerele lor, asemănătoare cu chiliile monahiilor, se situau în prelungirea Pavilionului de Oaspeți, dar erau separate prin grilaje și parloarul / vorbitorul unde se duceau călugărițele care primeau vizite. Aceste școlărițe aveau curtea lor și o galerie care le permitea să meargă la abațială pentru a asista la unele slujbe, deși mai existau capele în diferite clădiri claustrale.
- Spitalul

În extremitatea de Sud-Vest, aproape de zidul cel înalt și crenelat, era izolat Spitalul, conceput „pentru aceste soiuri de boli contagioase care apar uneori.” Era construit departe de clădirile mănăstirești, dincolo de grădini și de livezi, ca un fel de lazaret, pentru a evita ca bolnavele aflate în carantină, instalate în locuințele lor, să contamineze restul comunității. Această casă, cu un acoperiș foarte abrupt de ardezie, datată din 1629, rămâne astăzi singura intactă din marile construcții destinate monahiilor abației.
- Spălătoria – Farmacia - Distileria

În Sud-Est, în apropierea clădirii călugărițelor din strană, în Livada Spălătoriei, sub un zid străpuns de o poartă boltită, se întindea un important edificiu construit la același nivel și unde ajungea apa: acolo erau instalate spălătoria, plină de putinele, și farmacia care avea ieșirea spre grădina botanică bine adăpostită, unde creșteau ierburi de leac. Farmacia conținea 107 borcane mai mari sau mai mici și 200 de sticle „unde sunt leacuri pentru uzul casei și pentru ușurarea sărmanilor.” Alături, o distilerie, laborator cu cuptoare, alambicuri, cazane, serpentine și retorte, care serveau la fabricarea alcoolului, rachiurilor, salutare și renumite, sau alcool de vin pentru curățarea plăgilor, pustulelor și tumorilor. Acolo se afla și atelierul de lumânări unde se topea ceara recoltată din stupi, pentru formarea lumânărilor și candelelor.
- Livada Spălătoriei

În extremitatea de Sud-Est, înconjurată de ziduri, în proximitatea farmaciei, Livada Spălătoriei trebuia să fie locul unde se uscau rufele, după clătire, și unde se înălbeau pe pajiște cearșafuri, țesături și pânzeturi fabricate de monahiile care lucrau, torceau și țeseau lână, in sau cânepă. Chiar mai jos, aproape de clădirea latrinelor (unde în canale de scurgere se evacua spre râu preaplinul apelor), era săpat bazinul mare al crescătoriei de crapi, rezerva de pește. În plus, abația avea 5/6 din pescuitul de la Juvigny, cât și drepturi de pescuit și de vânat la Saint-Laurent.
- Stâna

Stâna era o construcție mare care prezenta, pe fațada principală,înspre stradă, 2 porți boltite mari cărora le răspundeau, în fundul clădirii, 2 alte porți boltite mai mici, flancate de lucarne. Inventarul din 1790 numeră acolo 200 de oi și 130 de miei. Erau acolo și un hambar, pod pentru fân și locuința ciobanului. În spate, se aflau o șură (pentru depozitarea și trierea lânii după tunsoare) în apropierea Fântânii Spălătoriei, precum și o altă spălătorie pentru spălarea de mai multe ori a lânii triate, înainte de a fi descurcată, de a fi dărăcită, pieptănată apoi toarsă. Acestă vastă și frumoasă stână a fost distrusă de puțin timp și nu mai subzistă astăzi decât o casă de locuit destul de modificată.
- Grajdul de vaci & Crescătoria de iepuri

În 1790, la inventar, aceste clădiri (care existăîncă, dar foarte modificate, cu vechile poduri pentru fân transformate în locuințe) se întindeau de-a lungul străzii principale și adăposteau 15 vaci, 5 juninci, 1 vițel, 3 boi, 3 tauri (care erau banali). Acest lucru făcea ca abația, cu cei 8 cai din grajdurile de la Curtea de Păsări, să posede, pentru epoca respectivă, o fermă mai degrabă considerabilă. Lângă grajdul de vaci, se afla o construcție mică, crescătoria de iepuri (astăzi dispărută), care conținea cotețele de iepuri.
- Haita de câini & Cocina

În proximitatea Fântânii Spălătoriei și a spălătoriei, cocina adăpostea 42 de porci. Hrană tradițională (de vreme ce „în porc, totul este bun.”), carnea de porc a fost timp îndelungat singura carne de conservat, consumată uscată, afumată, sărată. În extremitatea „grajdului de porci”, se găsea un coteț pentru câini, încredințați ciobanului și văcarului abației și destinați în timpul zilei la paza turmelor, întrucât nu era nicio îngrăditură pe câmp: oile pășteau pe miriști sau pe pârloage, caprele și purceii pășteau în pădure, iar vacile erau mereu supravegheate pe pajiști.
- Fabrica de Bere

Tot în apropierea Fântânii Spălătoriei, se găsea clădirea Fabricii de Bere, cu obișnuitele porți boltite în semicerc la parter și ferestre mici tipice la etaj. Astăzi de nerecunoscut, această construcție, care și-a păstrat totuși volumul de origine, a fost transformată în casă de locuit. Împreună cu vinul, dar într-o cantitate mai mică, berea era cealaltă băutură produsă la fața locului, din cele mai vechi timpuri. Hameiul era utilizat în farmacopee sau în fabricarea berii la abație, care poseda și o frumoasă plantație de hamei care, la risipirea bunurilor mănăstirești, la Revoluție, s-a vândut cu 1.000 de franci.
- Cuptorul de var

Între stână, cotețul porcilor și fabrica de bere, în apropiere de Fântâna Spălătoriei, se afla cuptorul de var, care, odată stins, era utilizat pentru spoirea zidurilor adăposturilor animalelor, și cu care se umpleau sarcofagele de piatră unde odihneau corpurile înmormântate în abațială sau la galeria claustrului. Varul intra și în compoziția mortarului de zidărie în toate lucrările de întreținere. Aceste sarcini se cuveneau „țiglarului”, un fel de factotum, care schimba, înlocuia și reașeza țiglele și ardezia acoperișurilor pe care le repara și le supraveghea.
- Teascul  & remizele

Un vechi teasc, banal, cu dimensiuni impresionante, și distrus la sfârșitul  secolului al XIX-lea, ocupa o mare parte din acareturi, care se împreunau cu enorma poartă de intrare. Acolo veneau toți  podgorenii din sat pentru a-și tescui strugurii, abația percepând o dijmă din vin.. Aceste hambare și remize erau umplute cu putinele, butii, butoaie mari și sticle. Viile de la Juvigny erau de departe cele mai importante din întreaga regiune, iar cele ale abației ocupau cea mai mare parte din coasta abruptă expusă spre Sud, chiar în fața locuinței portarului. O inscripție gravată pe o placă de plumb, găsită în fundațiile unuia din zidurile teraselor unde se etaja podgoria, ne informează: „I[sus] M[aria] I[osif] o cruce B[enedict] S[colastica]. Aceste vii plantate de prin 600 au fost refăcute și mărite cu șapte pogoane și împrejmuite cu ziduri în anul 1734 de prea înalta și prea puternica Damă Doamna Alexis Magdelaine de Vassinhac Imécourt Stareță a Casei Regale din Juvigny.” Vânzarea acestei vii împrejmuite, la Revoluție, a produs 19.000 de franci.
- Depozitul de lemne

La marginea grădinii de zarzavat și în apropiererea clădirilor mănăstirești Depozitul de lemne, orientat Nord-Sud, era un adăpost acoperit cu țigle rotunde, destul de lung, strâmt și puțin înalt, unde erau antrepozitate lemnele pentru încălzire (bușteni, lemne de foc, lemne pentru fabricarea cărbunelui de lemn), și unde se îngrămădeau, deja pe timpul Doamnei de Livron-Bourbonne, „două mii de mănunchiuri de vreascuri” ! O parte din această mică clădire mai există și astăzi.
- Menajeria

Era, pentru vietățile din curtea de păsări, un spațiu vast situat în Nordul grădinii de zarzavat, la adăpostul zidului celui înalt de 6 metri, lângă care erau expuși căldurii Soarelui arbori  în spalier. În centru se înălța un porumbar hexagonal, plin de găuri, rezervat creșterii porumbeilor, a căror carne fină era foarte apreciată. Cele două cotețe de găini, mai mici și la mică înălțime, adăposteau păsări de curte (200 de găini și 30 de cocoși, potrivit cifrelor  din inventar).  „Durata  tulburărilor  epuizând întregul venit, [Madame de Livron] s-a aflat obligată să întemeieze o altă menajerie pe unul din pământurile sale care este aproape de Verdun,” la Bezonvaux, deoarece trupele, aflate în garnizoană în clădirile Curții de Păsări a mănăstirii, devoraseră tot!
- Clădirea Cuptoarelor

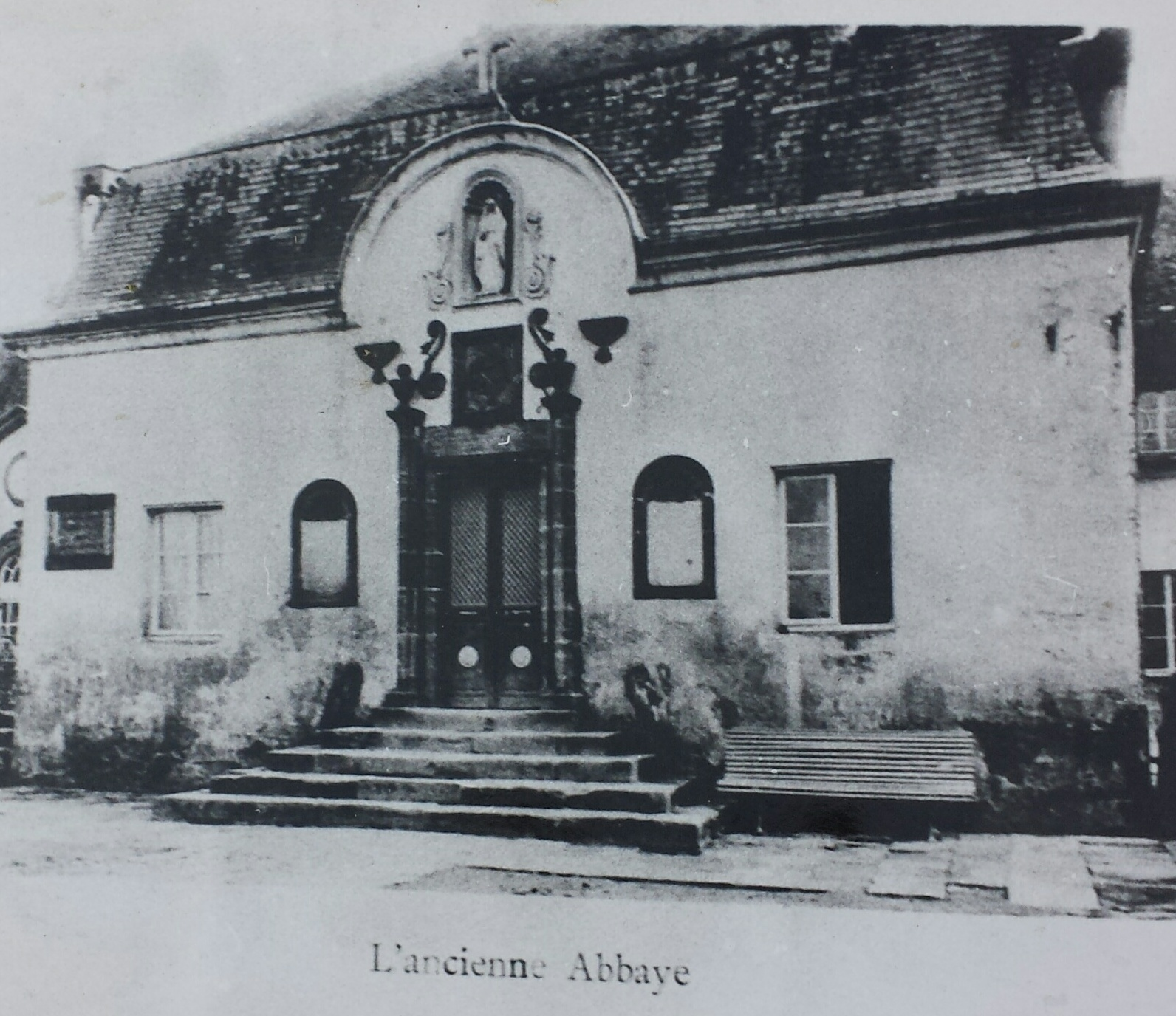
Clădirea Cuptoarelor construită de Doamna de Vassinhac-Imécourt

Este singura clădire care nu a fost construită de Doamna de Livron. În secolul al XVIII-lea, ca măsură de siguranță, fără îndoială, Doamna Alexis-Madeleine de Vassinhac-Imécourt a întreprins construirea acestui edificiu, de la care rămân mai multe fotografii din secoleleal XIX-lea și al XX-lea. Cumpărată în 1858 de conte de Imécourt și donată Fraților Doctrinei, a devenit aripa de Vest a Pensionului din Juvigny, alături de curtea de onoare (cealaltă aripă, dinspre Est, ambele fiind în simetrie, era copia sa făcută în 1877, aproape identică). Din nefericire, clădirea a luat foc în 1903 și, odată ruinată, a fost demolată. Fațada de Nord a acestei clădiri, astăzi dispărută, era ornată  cu trei nișe (în fotografie lipsesc unele statui): sus, o Fecioară cu Pruncul înconjurată de 2 îngeri aflați în adorație, îngenuncheați pe console, și, de o parte și de cealalta a ușii, Sfântul Benedict și Sfânta Scolastica. Se ajungea acolo pe niste scări cu ușă centrală încadrată de două ferestre și deasupra căreia se afla inscripția: „Doamna Marie Alexis Madeleine de Vassinhac Imécourt a dispus să fiu făcută în anul 1746 sub conducerea D[omnului] Simon Maucomble confesorul acestei abații.” Deasupra, într-un scut împărțit în romburi, figura stema familiei sale.